# Montchenu
Montchenu is een gemeente in het Franse departement Drôme (regio Auvergne-Rhône-Alpes) en telt 456 inwoners (1999). De plaats maakt deel uit van het arrondissement Valence.

## Geografie
De oppervlakte van Montchenu bedraagt 16,2 km², de bevolkingsdichtheid is 28,1 inwoners per km².

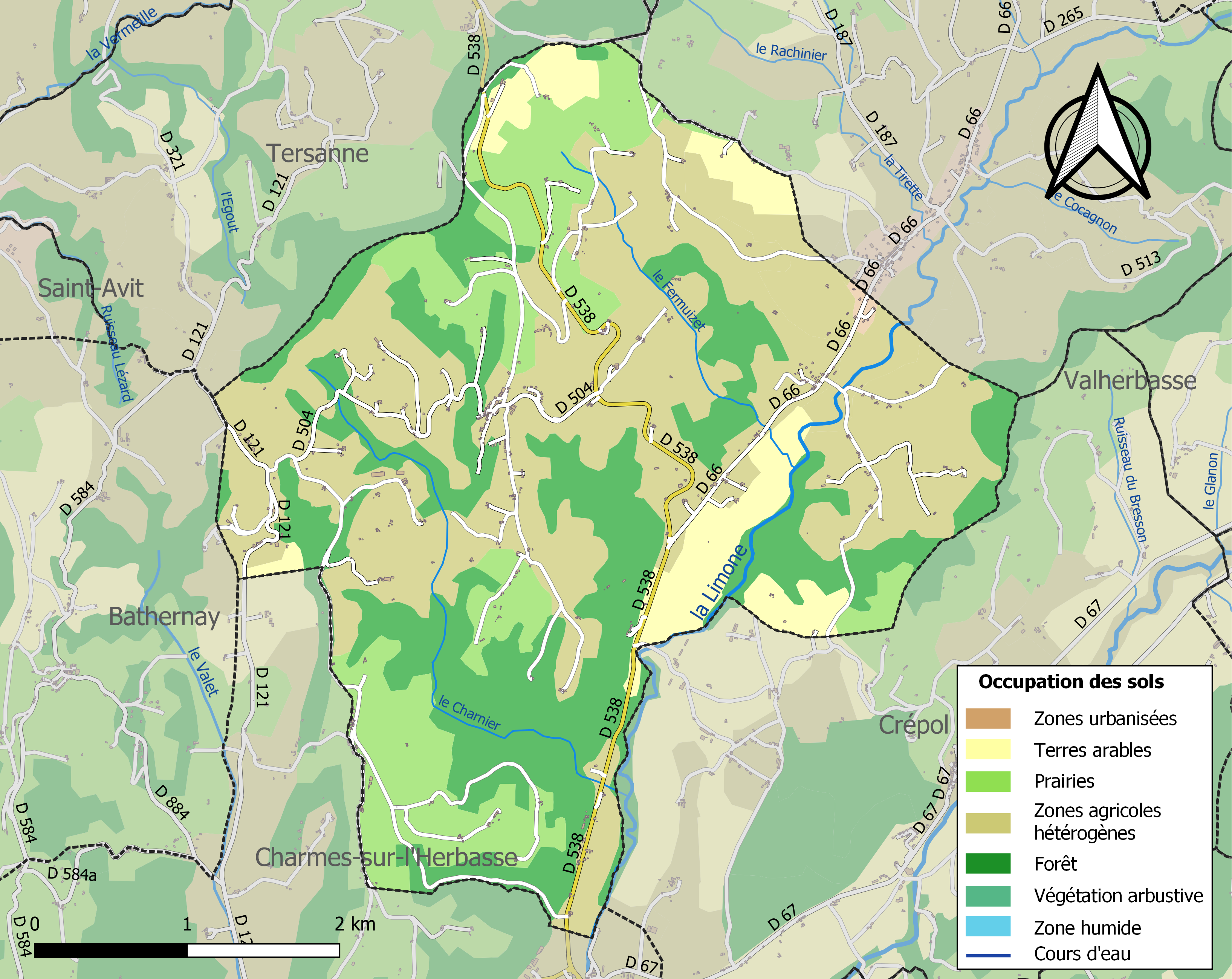
Kaart van de gemeente met belangrijkste infrastructuur, bodemgebruik en omliggende gemeenten

## Demografie
Onderstaande figuur toont het verloop van het inwonertal (bron: INSEE-tellingen).